# Satnami
Satnami är ett antal religiösa sekter i Indien. Den första av dem grundades 1657 i östra Punjab. Den mest betydelsefulla grundades 1820 i Chhattisgharregionen i mellersta Indien.